# Дворец Советов
Дворе́ц Сове́тов — неосуществлённый проект строительства высотного административного здания в Москве для проведения сессий Верховного Совета СССР и массовых демонстраций. План архитектора Бориса Иофана предполагал, что высота Дворца Советов вместе с венчающей его стометровой статуей Владимира Ленина составит 415 м. Дворец должен был стать центром новой советской Москвы и самым высоким зданием в мире, символизирующим победу социализма. Проектирование и начало строительства дворца ознаменовало переход к сталинскому ампиру в советской архитектуре.
В 1931 году на месте предполагавшегося строительства Дворца Советов был взорван храм Христа Спасителя, подготовительные работы начались уже на следующий год. Фундамент дворца был завершён в 1939-м, но из-за начала Великой Отечественной войны проект заморозили. В 1941—1942 годах стальные конструкции Дворца Советов были демонтированы и использованы во время обороны Москвы для сооружения мостов.
Конкурс на проектирование Дворца Советов проводился в 1956—1958 годах, для него был заготовлен другой участок на юго-западе Москвы. Однако и эти планы не были реализованы. В 1960 году в фундаменте изначального Дворца Советов открылся самый большой в мире открытый зимний бассейн «Москва», который проработал до 1990-х, после его закрытия на этом месте был восстановлен храм.

## Идея создания

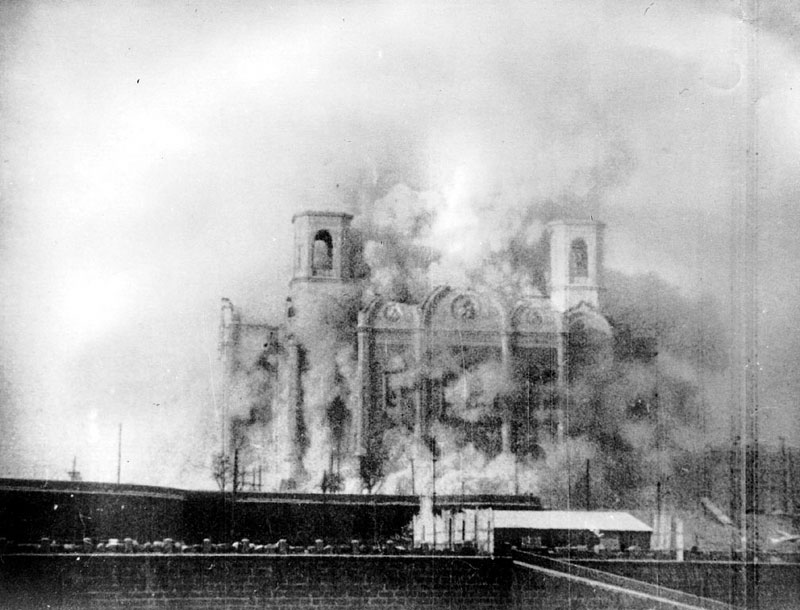
Снос храма Христа Спасителя, 1931 год

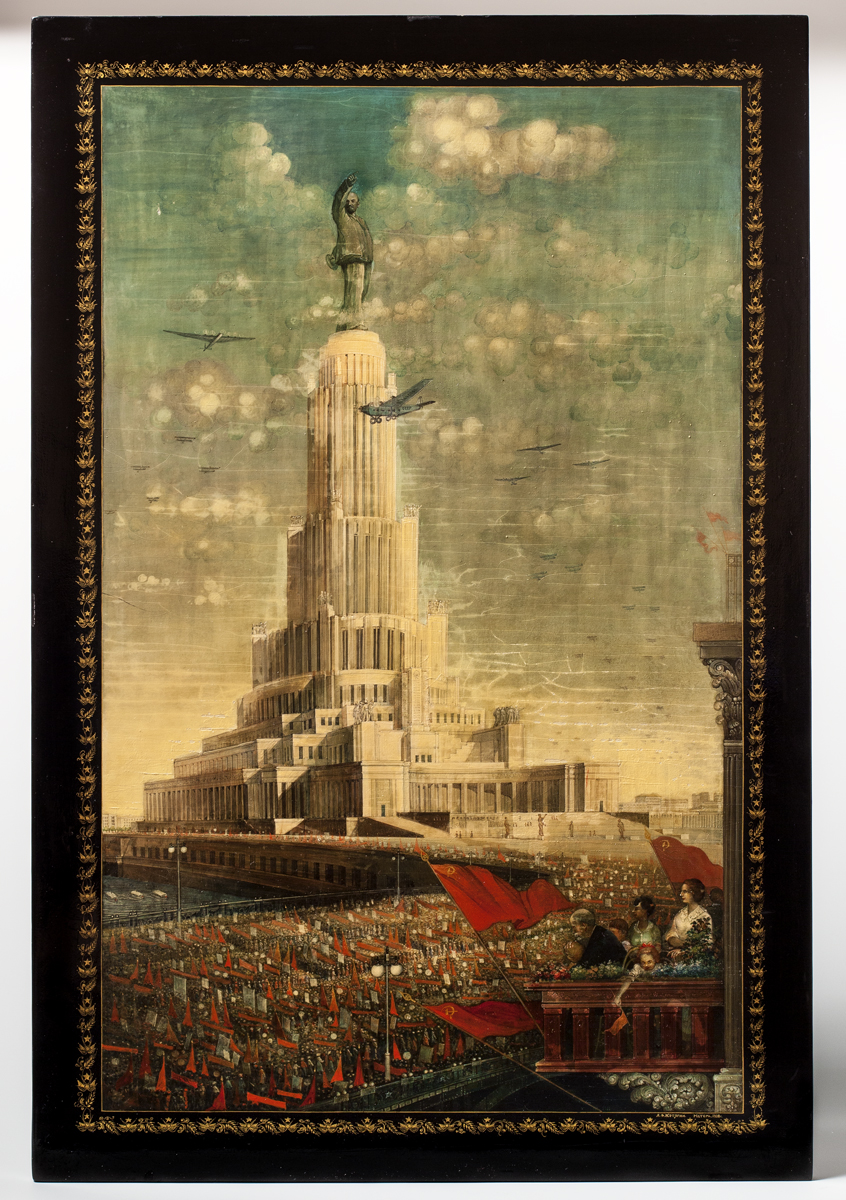
Парад возле Дворца Советов, картина Александра Котягина

Про идею строительства в столице Дворца Советов впервые рассказал в 1922 году Сергей Киров на Первом Всесоюзном съезде Советов, проходившем в здании Большого театра:
Я думаю, что скоро потребуется для наших собраний, для наших исключительных парламентов более просторное, более широкое помещение. Я думаю, скоро мы почувствуем, что под этим куполом уже не умещаются звуки «Интернационала». <…> О нас много говорят, нас характеризуют тем, что мы с быстротою молнии стираем с лица земли дворцы банкиров, помещиков и царей. Это верно. Воздвигнем же на месте их новый дворец рабочих и трудящихся крестьян, соберём всё, чем богаты советские страны, вложим всё наше рабоче-крестьянское творчество в этот памятник и покажем нашим друзьям и недругам, что мы, «полуазиаты», мы, на которых до сих пор продолжают смотреть сверху вниз, способны украшать грешную землю такими памятниками, которые нашим врагам и не снились.
По замыслу партийного руководства, Дворец Советов строился не только в качестве здания для проведения собраний, съездов и размещения органов государственной власти. Величественное сооружение должно было стать «эмблемой грядущего могущества, торжества коммунизма не только у нас, но и там, на Западе». По словам наркома просвещения Анатолия Луначарского, дворец изначально задумывался как архитектурная доминанта города, «чтобы дать Москве некоторое завершающее здание, чтобы дать Москве — красному центру мира, — зримый архитектурный центр». В 1924 году члены Ассоциации новых архитекторов предложили в качестве площадки для будущего дворца место храма Христа Спасителя.
Строительство столь грандиозного дворца не могло быть осуществлено в годы Гражданской войны и поэтому было отложено. Восстановление и развитие экономики СССР позволило вновь вернуться к этой идее в 1930-х. Решение о строительстве Дворца Советов принимал лично Иосиф Сталин.

## Первый Дворец Советов

### Конкурсы по проектированию

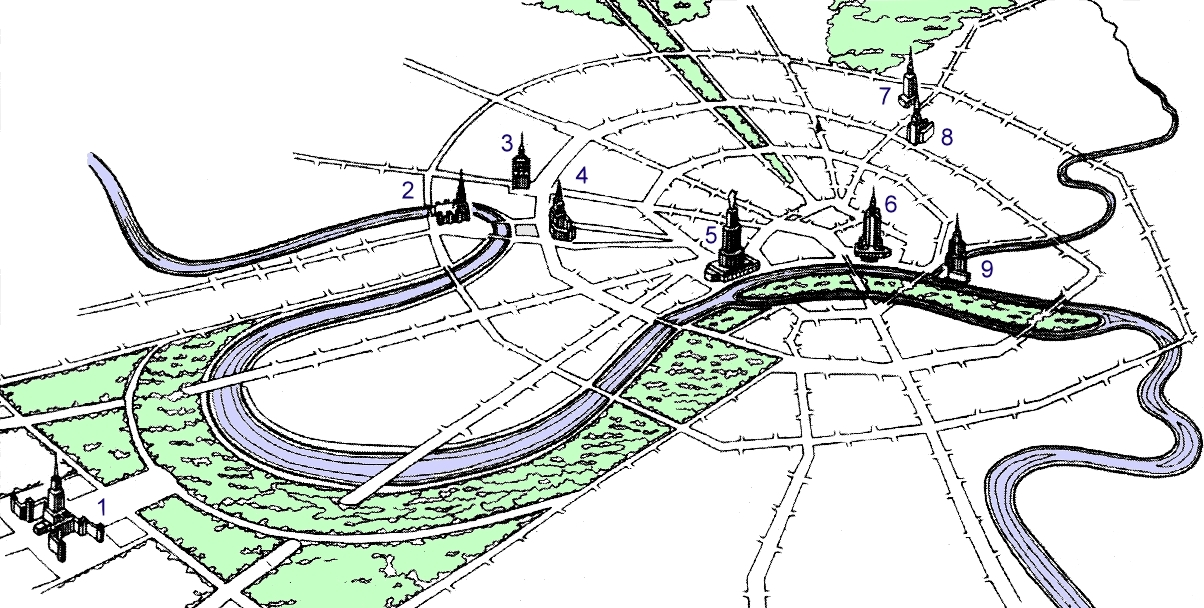
План Москвы с восемью высотными зданиями и Дворцом Советов (5), 1948 год

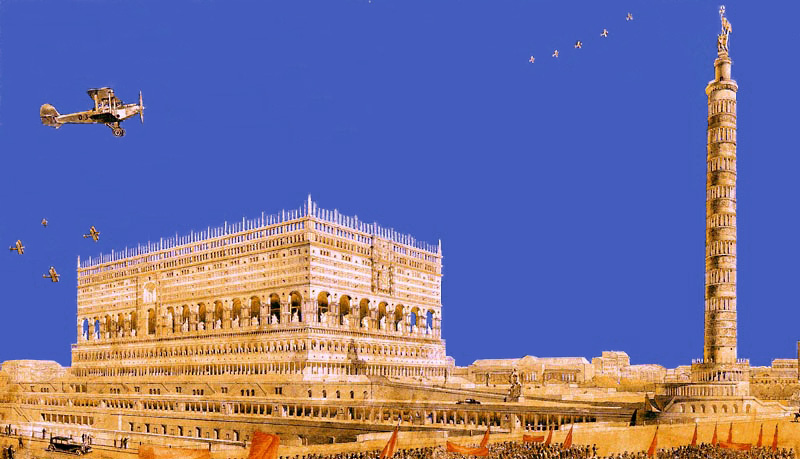
План дворца Владимира Щуко, 1932 год

#### Закрытый конкурс 1931 года
Первый закрытый конкурс на проект дворца перед объявлением большого всесоюзного конкурса проходил с февраля по май 1931 года и носил предварительный характер. Работу по организации конкурса возложили на Совет строительства, в «Управлении» которого состояли специалисты Михаил Крюков, Борис Иофан, Иван Машков, Герман Красин и Артур Лолейт. Оценкой и отбором конкурсных работ занималась профессиональная комиссия под председательством видного партийного деятеля Глеба Кржижановского.
Организаторы конкурса сформулировали общие требования к участникам: в плане должны быть представлены два зала — Большой и Малый. Большой зал предназначался для проведения сессий Верховного Совета СССР и должен был вмещать несколько тысяч человек. Предполагалось также, что в народные праздники через Большой зал будут проходить массовые шествия и демонстрации. В Малом зале должны были проводиться собрания и театральные постановки. Внешний облик дворца выражал бы дух времени, символизируя торжество социализма. Несмотря на условия конкурса, за участниками оставили право предложить иные варианты местоположения объекта и его планировки. Совет определил крайне сжатые сроки строительства на этом конкурсном этапе, соблюсти которые было невозможно. Окончательный разбор храма Христа Спасителя должен был быть выполнен до середины января 1932 года, а фундамент нового здания — возведён уже в течение зимы. Достроить дворец должны были к концу 1932 года, а в 1933-м — произвести его отделку.
В конкурсе участвовали такие коллективы, как Ассоциация новых архитекторов (АСНОВА), Объединение архитекторов-урбанистов (АРУ), Всесоюзное объединение пролетарских архитекторов (ВОПРА), Сектор архитекторов социалистического строительства (САСС), архитекторы САСС — Леонид Павлов и Михаил Кузнецов — представили также отдельный проект. К участию были также привлечены архитекторы Борис Иофан, Дмитрий Иофан, Николай Ладовский, Александр Никольский, Алексей Щусев, Генрих Людвиг и другие. В конечном итоге Управление строительства Дворца Советов приняло на рассмотрение 15 проектов. По мнению историка Алексея Рогачёва, первый этап не представлял собой настоящего конкурса из-за отсутствия чётко выраженной программы.
На предварительном этапе не было найдено вариантов, полностью отвечающих представлениям о будущем Дворце Советов. По мнению критиков того времени, ранний проект Бориса Иофана носил «реставраторско-эклектический характер», а предложенная Германом Красиным и Петром Куцаевым верхняя часть дворца напоминала церковный купол. Также не были приняты проекты, представленные архитектурными группами АСНОВА, АРУ, ВОПРА. Авангардные мастерские предложили несколько различных проектов здания: «дворец-памятник, дворец-трибуна, дворец-пропилеи для прохода демонстраций». Хотя ни один из них не стал ключевым, некоторые идеи помогли организаторам обозначить требования к всесоюзному конкурсу.

#### Всесоюзный конкурс
Постановление Совета строительства Дворца Советов (Москва, Кремль, 28 февраля 1932 г.):
Совет строительства признает лучшими проекты, представленные архитекторами И. В. Жолтовским, Б. М. Иофаном, представившими заказные проекты, и поступивший после конкурса проект американского архитектора Гектора Гамильтона под девизом «Простота». Ввиду этого Совет строительства постановляет: премировать проекты И. В. Жолтовского, Б. М. Иофана и Г. О. Гамильтона по 12 000 руб. каждый.

2. На основании § 14 и § 15 общих условий конкурса за относительно лучшие проекты, из представленных на конкурс, Совет строительства постановляет присудить:
Первые премии по 10 000 руб. каждая за составление:

Проекта № 92 под девизом «В» арх.: Алабяна К. С., Симбирцева В. Н.

Проекта № 10 под девизом «Дворец Советов» арх.: Жукова А. Ф., Чечулина Д. Н.

Проекта № 131 под девизом «Червонный прапор» арх.: Додица Я. Н., Душкин А. Н.

Вторые премии по 5000 руб. каждая за составление:

Проекта № 32 под девизом «518» бригады ВОПРА: Фролов П. И., Афанасьев Ю. П., Черновол Д. С., Аганьев Г. К., Нежурбида Е. И. и Полищук М. Г.

Проекта № 53 под девизом «Трибуна» группы студентов Высш. Архит. Института, под руковод. арх. Власова А. В.

Проекта № 78 под девизом «Без головокружения» Розенфельда З. М., Вальденберга Р. О., Меерсона Б. С., Вольфензона Г. Я.

Проекта № 177 под девизом «Рабочему, крестьянину, красноармейцу» арх. Лангбарда И. Г.

Проекта № 166 под девизом «Л» арх. Кастнера Альфреда и Стонорова Оскара (САСШ).

Третьи премии по 3000 руб. каждая за составление:

Проекта № 49 под девизом «518/1040» студентов IV курса ВАСИ: Бумажного, Дукельского, Прозоровского и Оныщука.

Проекта № 68 под девизом «Красная звезда» арх. Лихачева И. Н.

Проекта № 74 под девизом «XV съезд Советов» бригады архитекторов: Гольца Г. П., Соболева И. Н., Парусникова М. П.

Проекта № 88 под девизом «Дворец как песня» особого ударного коллектива под руковод. проф. Кузнецова А. В.

Проекта № 97 под девизом «40» бригады студентов IV курса Арх. — стр. инст.: Оленева М. Ф., Новак В. М., Веселовского, Знаменского С. Б., Карпова П. Н.
15 июля 1931 года Политбюро ЦК ВКП(б) приняло решение о проведении следующего этапа. Открытый всесоюзный конкурс проходил с 18 июля по 1 декабря 1931 года. Задание было сформулировано более чётко, чем на первом этапе:
Состав помещений включал два основных зала (на 15 и 6 тысяч человек), четыре небольших зала и вспомогательные помещения. Все они делились на четыре группы. В группу «А» входил Большой зал с примыкающими к нему помещениями для президиума, дипломатического корпуса, прессы, оркестра, а также вестибюль, гардероб и т. п. Аналогичный набор вокруг Малого зала составлял группу «Б». В группе «В» должны были находиться два зала на 500 человек и два — на 200 вместе с обслуживающими помещениями. Наконец, группа «Г» включала в себя комендатуру, хозяйственное управление, помещения для технических установок.
В общей сложности комиссия рассмотрела 160 проектов, 135 из которых участвовали на конкурсной основе, 13 были внеконкурсными, 12 выполнялись на заказ. В открытом конкурсе приняли участие не только советские архитекторы, 24 проекта были выполнены иностранными участниками: из США поступило 11 работ, из Франции — три, два из Голландии, по одному из Италии, Швейцарии и Эстонии. Из пяти германских проектов три были выполнены на заказ архитекторами Эрихом Мендельсоном, Вальтером Гропиусом и Гансом Пёльцигом. Помимо конкурсных работ, организаторы рассмотрели 112 проектных предложений по конструктивным элементам здания, интерьерам, оборудованию.
Одним из наиболее известных зарубежных участников конкурса был французский архитектор Ле Корбюзье. Его план Дворца Советов представлял собой соединение архитектурных объёмов, над которыми располагалась «дуга», формировавшая пространство Большого зала. Функционалистский проект, разработанный Ле Корбюзье, не удовлетворял художественным критериям и идеологии сталинской архитектуры 1930-х. В книге, посвящённой проектам конкурса 1939 года, проект подвергся критике с эстетической точки зрения:
Если передний фасад большого зала (с гигантской аркой еn fасе) еще может претендовать на архитектурную значительность, то фасады малого зала и боковой фасад всего сооружения явно обнаруживают недоучет необходимого внимания к надлежащему архитектурному оформлению сооружения.
Впоследствии некоторые искусствоведы называли план Дворца Советов одной из лучших нереализованных работ Корбюзье. Отмечалось, что несмотря на величину дворца, он «соразмерен масштабу человека»: его пространства служили в первую очередь удобству посетителей, а не пропаганде.
15 декабря 1931 года в Музее изобразительных искусств имени Пушкина состоялась выставка проектов, а через три месяца — 28 февраля 1932 года — жюри подвело итоги архитектурных состязаний. Организаторами определили три высшие, три первые, пять вторых и пять третьих премий. Большинство проектов отражало два архитектурных направления: конструктивизм и классический сталинский стиль. Среди архитекторов-авангардистов были Моисей Гинзбург, братья Веснины, Николай Ладовский, Константин Мельников и другие. Консервативное крыло было представлено Иваном Жолтовским и Алексеем Щусевым. Победа на этом этапе варианта Бориса Иофана в стиле сталинского ампира свидетельствует об изменении идеологического курса на поддержку классических архитектурных работ. Как отмечает историк архитектуры Дмитрий Хмельницкий, окончательный вариант Дворца Советов играл ключевую роль в переориентации советской архитектуры на новый стиль и служил своеобразной декларацией сталинизма.

#### Второй закрытый конкурс

Борис Михайлович Иофан, архитектор Дворца Советов

В ходе большого открытого конкурса были предложены многие перспективные идеи и решения, но окончательный проект Дворца Советов так и не был принят. Победители всесоюзного состязания были приглашены продолжить участие в разработке идеи главного проекта. Во втором закрытом конкурсе, проходившем с августа 1932 по февраль 1933 года, над проектом дворца работали Борис Иофан, Владимир Гельфрейх, Владимир Щуко, братья Веснины, Алексей Щусев и Иван Жолтовский, а также группа проектировщиков, в которую вошли Каро Алабян, Василий Симбирцев, Аркадий Мордвинов, Алексей Душкин, Александр Власов, Яков Додица.
10 мая 1933 были подведены итоги заключительной части конкурса. Лучшим также был признан проект Бориса Иофана. В его исполнении Дворец Советов представлял собой ступенчатую башню, помещённую на высокий стилобат и состоявшую из поставленных друг на друга цилиндрических ярусов. Два нижних уровня постройки отводились под пространства Большого зала, а в верхней части располагалась Октябрьская панорама. Массивное здание венчала статуя «освобожденного пролетария высотой 18 метров». В июне Совет строительства назначил Иофана главным архитектором Дворца Советов, а академика Владимира Щуко — его заместителем. Щуко и Гельфрейх также значились в качестве соавторов Иофана в окончательном проекте Дворца Советов. При Управлении строительством было создано специальное архитектурно-техническое совещание, которое должно было помогать на различных этапах строительства. Управление также определило сроки работ: составить архитектурный проект к 1 января 1934 года, 1 апреля 1934 года — приступить к строительству.

### Проект-победитель

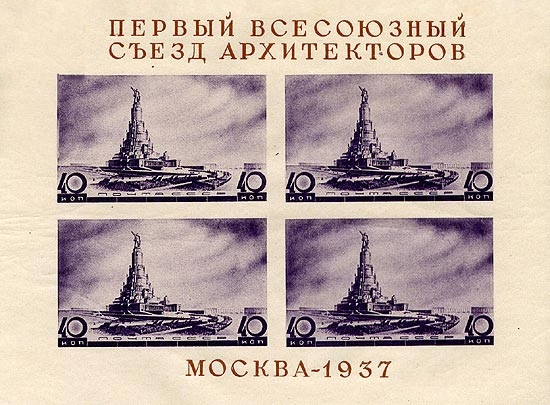
Проект Дворца Советов на издании Первого всесоюзного съезда архитекторов, 1937 год

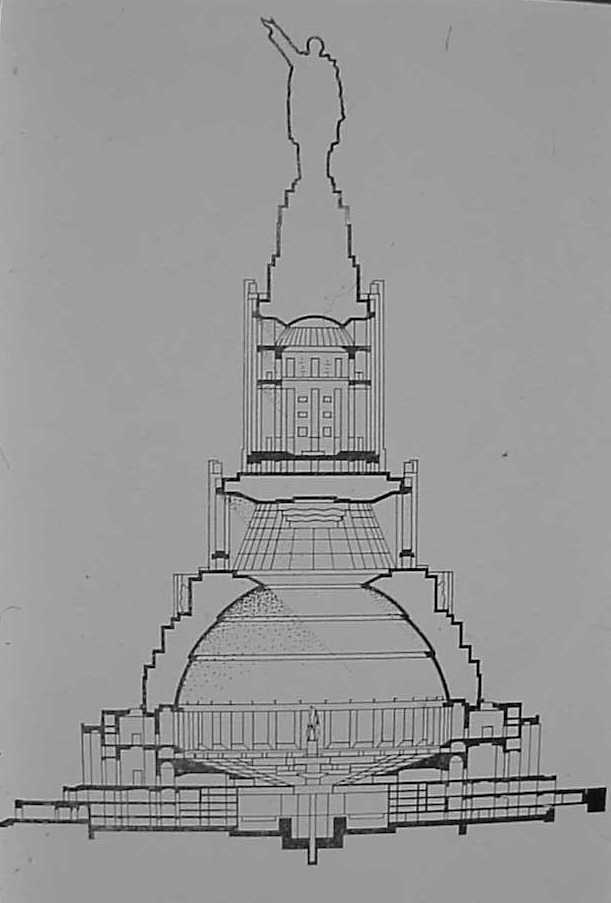
План установки статуи на Дворец Советов

#### Внешний вид и интерьеры
Окончательный проект несколько отличался от первоначальной работы Бориса Иофана. Высота здания была увеличена с 250 до 415 метров, а число цилиндрических ярусов — до пяти. Щуко и Гельфрейх дополнили проект пилонами, которые размещались у основания каждого яруса. Согласно новому плану, объём сооружения составлял порядка 8 млн м³. Дворец Советов должен был значительно превзойти по высоте самый высокий 381-метровый американский небоскрёб Эмпайр-стейт-билдинг. Как отмечают некоторые искусствоведы, на момент выбора победителя функциональное назначение здания стало второстепенным по отношению к символическому.
По замыслу проектировщиков, Дворец Советов представлял собой новый тип сооружения, в котором архитектура и скульптура составляли бы «неразрывное целое, единый, идейно насыщенный художественный образ». Вершиной монументального дворца должна была стать 100-метровая статуя Владимира Ленина, составлявшая четверть высоты всего здания, а сооружение должно было превратиться в гигантский пьедестал для памятника:
Дворец Советов — памятник вождю человечества, великому Ленину, памятник нашей исторической эпохи, когда страна Советов не в мечтах, а на деле построила бесклассовое общество.
Советом строительства был организован закрытый конкурс на проект памятника, в котором приняли участие 25 работ, 12 из которых были показаны правительству. Победителем конкурса стал памятник работы Сергея Меркулова. Скульптору пришлось изготовить модель памятника в нескольких размерах, он успел сделать только 50-сантиметровый и метровый макеты, а 5-, 10- и 20-метровые так и не были отлиты. Вес полноразмерной статуи составил бы 6 тыс. тонн, диаметр головы вождя был равен 14 метрам, обхват грудной клетки — 32, длина указательного пальца — 4. Статую собирались покрыть монель-металлом и сделать не подверженной коррозии на долгий период времени.
В общей сложности для оформления дворца необходимо было изготовить 72 крупные скульптуры, 650 бюстов и 19 скульптурных групп. Помимо Ленина, снаружи здания решено было установить памятники Марксу, Энгельсу и социалистам-утопистам. Внутренние и наружные барельефы занимали порядка 11 тыс. м², ещё около 20 тыс. отводилось на художественную роспись. Залы дворца должны были украшать портреты и бюсты выдающихся советских людей. По задумке проектировщиков, «монументальная живопись Дворца Советов должна выявить в своих творческих решениях всю идеологическую мощность этого памятника великой ленинско-сталинской эпохи».
Дворец должен был стать центром так называемой «Новой Москвы» и занимать территорию в 11 га. Возведение здания меняло облик столицы: рядом с ним решено было снести кварталы, перенести здания, проложить новые улицы. Между Красной площадью, площадью Свердлова (в настоящее время — Театральная), площадью Революции и Дворцом Советов планировалось проложить широкую магистраль. Авторы проекта отмечали, что «идея, вложенная в архитектурное решение площадей Дворца Советов, это идея открытых, широко приглашающих площадей, олицетворяющих социалистическую демократию».
Проект Дворца Советов включал в себя Большой зал в форме амфитеатра, рассчитанного на 21 тысячу зрителей, Малый зал — на 5—6 тысяч, зал Сталинской Конституции, зал Героики гражданской войны, а также зал Героики строительства социализма. Эти помещения были рассчитаны на проведение сессий Верховного Совета, партийных съездов, конференций, политических демонстраций.
Этот Дворец будет непосредственно служить народу, широко открывая двери для народных масс в дни всенародных торжеств, революционных празднеств, общественных событий, в дни работы высшего органа социалистической демократии — Верховного Совета. Во всём своём архитектурном облике, во всей своей внутренней структуре — убранстве, художественной обработке — сбросившей с себя цепи капиталистического рабства и утвердившей новый, единственно достойный человека строй — строй социализма.
Согласно планам и описаниям, внутреннее оформление дворца не содержало «мишурности и напыщенности». По мнению советского архитектора Владимира Гельфрейха, монументальность, выразительность и искусность отделки интерьеров были призваны отражать «мощь и богатство Советского Союза». Фасады дворца хотели облицевать шлифованным гранитом и украсить скульптурой. Для внутренней отделки планировалось использовать такие средства монументальной живописи как фрески, майолика, витражи, мозаика. Для орнаментального украшения интерьеров — камень, дерево, металлопластик.
Большой зал проектировался в качестве главного зала заседаний, и мог также использоваться для театральных постановок и массовых демонстраций. Диаметр зала был равен 140 м, высота — порядка 100 м. Его сцена составляла 42 м в диаметре и была отделена от зрительных рядов подъёмником. Места для зрителей планировалось выполнить из стали и покрыть кожей; а с помощью особого расположения кресел предполагалось осуществлять вентиляцию помещения. Зал отличался конструктивными особенностями подвесного купола, обработанного каннелюрами и оснащённого осветительной техникой, он освещал пространство за счёт отражения света, что должно было создавать у зрителей иллюзию открытого неба. Купол должна была венчать светящаяся пятиконечная звезда.
В комплекс полукруглого в плане Малого зала входили различные фойе, вспомогательные помещения, два зала для палат Верховного Совета и помещения для заседаний президиума. Предполагаемая высота помещения — 32 м, объём — 84 тыс. м³. Малый зал, площадь сцены которого составляла 1200 м², должен был стать самым большим в Европе театральным залом. Фойе дворца — зал Сталинской Конституции — было прямоугольной формы и освещалось за счёт ряда окон, выходящих на главный фасад. Кроме того, во Дворце Советов предполагалось разместить архивы, музеи, библиотеку, хозяйственные помещения и аудитории для работников.

#### Техническое оснащение
Для организации системы подачи воздуха и климат-контроля огромных пространств Дворца Советов были привлечены учёные. В институте имени Владимира Обуха в специально оборудованной камере исследовались и воссоздавались разные режимы воздушной среды. Кресла в камере были расположены как на плане Большого зала дворца. В лабораторных условиях было установлено, что оптимальная температура воздуха в помещениях составляет 20—21° С, а влажность — 50 %.
Согласно исследованиям, помещения дворца и, в особенности, Большой зал, должны были быть оборудованы сложной системой вентиляции. Свежий воздух должен был поступать внутрь с улицы через специальные декорированные отверстия и подаваться на так называемую «фабрику искусственного климата». Для очистки и фильтрации воздуха в камерах шахты планировалось установить восемнадцать кондиционеров, а оросительная камера должна была насыщать воздух влагой. В зимнее время воздух нужно было подогревать, в летнее — охлаждать. Проектировщики отмечали, что система искусственного климата дворца создаст комфортные условия для людей и поможет сохранить интерьер.
Дворец Советов задумывался как здание-монумент и должен был быть различим наблюдателем на расстоянии до 35 км. Поэтому в ночное время предполагалось использовать освещение в 500 люкс. Специалисты предложили несколько способов реализации подсветки: осветить фасады и статую изнутри или использовать прожекторы, установленные на крышах домов и под самим дворцом. От первого способа вскоре отказались из-за технических сложностей. По произведённым подсчётам, на освещение всего здания нужны были приборы мощностью в 9 тыс. киловатт. Чтобы снизить расход электроэнергии, планировать использовать газосветные лампы. Система освещения Дворца Советов должна была производиться автоматически. Нереализованные идеи освещения были впоследствии применены при проектировании сталинских высоток.
Поскольку Дворец Советов был рассчитан на одновременное размещение более 30 тыс. человек, он нуждался в удобной транспортной системе и продуманных способах перемещения внутри здания. Предполагавшаяся станция метро рядом с местом строительства получила название «Дворец Советов» (современная «Кропоткинская») и должна была обслуживать здание. Площадь и новые магистрали проектировались с учётом большого пассажиропотока. Чтобы выйти на улицу из нижних частей здания, посетитель должен был затратить не более 15 минут, а из высотной части — не более 25. Во дворце предполагалось обустройство около 140 входных тамбуров, 30 тыс. автоматических кабин гардероба, 90 эскалаторов и 200 лифтов. Разработкой этих механизмов занимался конструкторский отдел Московского завода подъемных сооружений.

### Строительство Дворца Советов

Изображение Дворца Советов на «Плане города Москвы», составленном и изданном в 1940 году Геодезической конторой Управления планировки Москвы

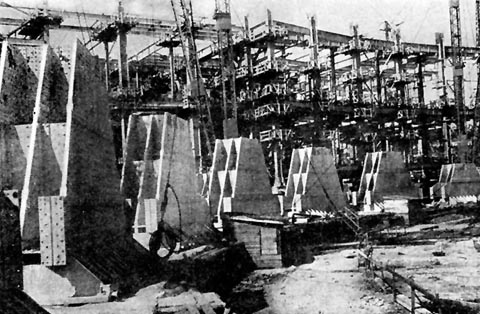
Строительство цоколя Дворца Советов, 1940 год

5 декабря 1931 года был взорван храм Христа Спасителя. Вскоре после разбора его руин на площадке начались подготовительные работы — рытьё огромного котлована и строительство фундамента. Фундамент здания должен был состоять из двух бетонных колец диаметром 140 и 160 м и высотой в 21 м. На кольцах планировалось установить 64 стальные колонны, которые образовывали каркас сооружения и могли выдерживать нагрузку около 12 тыс. тонн. Для упрочнения стен котлована, подготовленного для укладки колец, применили «битумизацию» грунта — закачивания битума в специальные скважины. Эта технология использовалась в СССР впервые. Как и на других тогдашних московских стройках, типа сталинских высоток и метрополитена, к строительству Дворца Советов были привлечены заключённые.
Согласно постановлению XVIII съезда партии, возведение Дворца Советов должно было завершиться в 1942 году — к концу третьей пятилетки. Однако эти сроки оказались невыполнимыми из-за сложности и объёмов производимых работ. Дворец имел огромный вес — 1,5 млн тонн. Основную нагрузку брала на себя высотная часть здания, оцениваемая в треть этой цифры. Таким образом, на каждую колонну каркаса высотных ярусов приходился вес от 8 до 14 тыс. тонн.
В связи с огромной высотой здания руководитель экспертизы проекта академик Борис Галёркин рекомендовал выполнить динамический расчёт здания на ветровые нагрузки. Для этой работы был привлечен Николай Никитин, будущий автор Останкинской телебашни. Никитин выполнил расчёт каркаса Дворца Советов и уточнил конструкции фундамента. Начальником строительства дворца с 1932 по 1937 год являлся Василий Михайлов — один из руководителей строительства Днепрогэса, но к концу срока руководства он был репрессирован и расстрелян.

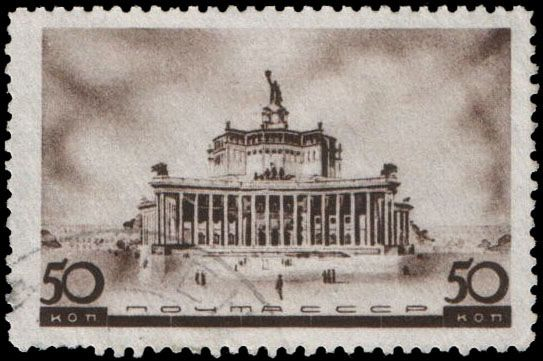
Почтовая марка СССР, 1937 год. Первый Всероссийский съезд архитекторов. Серия «Архитектура Москвы»

Укладка фундамента высотной части, главного входа и основания со стороны Волхонки закончилась к 1939 году. Для строительства дворца была изготовлена специальная марка стали — ДС, самая прочная на тот момент в СССР. Однако уже в сентябре — октябре 1941 года в период Великой Отечественной войны из подготовленных для монтажа металлических конструкций были изготовлены противотанковые ежи для обороны Москвы. Вскоре каркас здания пришлось разобрать совсем: после оккупации Донбасса в 1942 году стальные конструкции Дворца Советов были использованы для сооружения мостов на железной дороге, необходимой для снабжения северным углём центральных районов страны. В 1943 году 250 тонн металла из разбираемых конструкций Дворца Советов были направлены на строительство путепровода на Волоколамском шоссе, а в 1944-м стальные конструкции использовались для пролётных строений Керченского моста.
После окончания войны было решено сосредоточиться на восстановлении страны, поэтому строительство дворца заморозили, но архитектурное проектирование и работа над изменением первоначального замысла продолжались. Эвакуированная в Свердловск группа архитекторов разработала новый вариант здания. При сохранении общей композиции сооружения его масштабы были существенно сокращены: высоту с 415 м уменьшили до 270 м, объём был снижен с 8 до 5,3 млн м³. Иофан скорректировал внешний вид цилиндрических ярусов дворца, убрав подпиравшие их по сторонам пилоны. Вместимость Большого и Малого залов также сокращалась до 12 тыс. и 4 тыс. зрительских мест с 21 тыс. и 6 тыс. соответственно. С 1944 года стали вновь проводиться научно-исследовательские и экспериментальные работы, связанные с возобновлением строительства. Несмотря на эти разработки, новые версии Дворца Советов так и не были утверждены, а в 1947 году в столице началась реализация другого масштабного проекта — возведение восьми сталинских высоток. Строительство двух из них — главного корпуса МГУ и здания МИД СССР — находилось в ведении бывшего Управления строительства Дворца Советов.

## Второй Дворец Советов
В связи с возобновлением строительства памятника В. И. Ленину — Дворца Советов, постройка которого была приостановлена в 1941 году — в начале Великой Отечественной войны, и учитывая, что имеющийся проект Дворца Советов был составлен почти за 20 лет до этого, Совет Министров СССР принял постановление о проведении Всесоюзного конкурса на лучший проект памятника В. И. Ленину — Дворца Советов:

1. Провести Всесоюзный открытый конкурс на лучший проект памятника В. И. Ленину — Дворца Советов в Москве. Наряду с проведением открытого конкурса, провести закрытый конкурс, поручив выполнение 15—20 проектов памятника В. И. Ленину — Дворца Советов видным архитекторам и скульпторам.
2. Утвердить программу и условия конкурса на лучший проект памятника В. И. Ленину — Дворца Советов. За лучшие проекты памятника В. И. Ленину — Дворца Советов из числа представленных на Всесоюзный открытый конкурс установить следующие премии:
первую премию — 100 000 рублей;
две вторых премии — по 50 000 рублей;
три третьих премии — по 25 000 рублей;
десять поощрительных премий — по 10 000 рублей.
3. Возложить на Государственный комитет Совета Министров СССР по делам строительства и Союз архитекторов СССР проведение конкурса на лучший проект памятника В. И. Ленину — Дворца Советов. Установить срок объявления конкурса — 25 августа 1956 г., срок представления проекта на конкурс — 25 февраля 1957 г.
4. Поручить Государственному комитету Совета Министров СССР по делам строительства представить предложения и рекомендации по результатам конкурса к 1 апреля 1957 г.

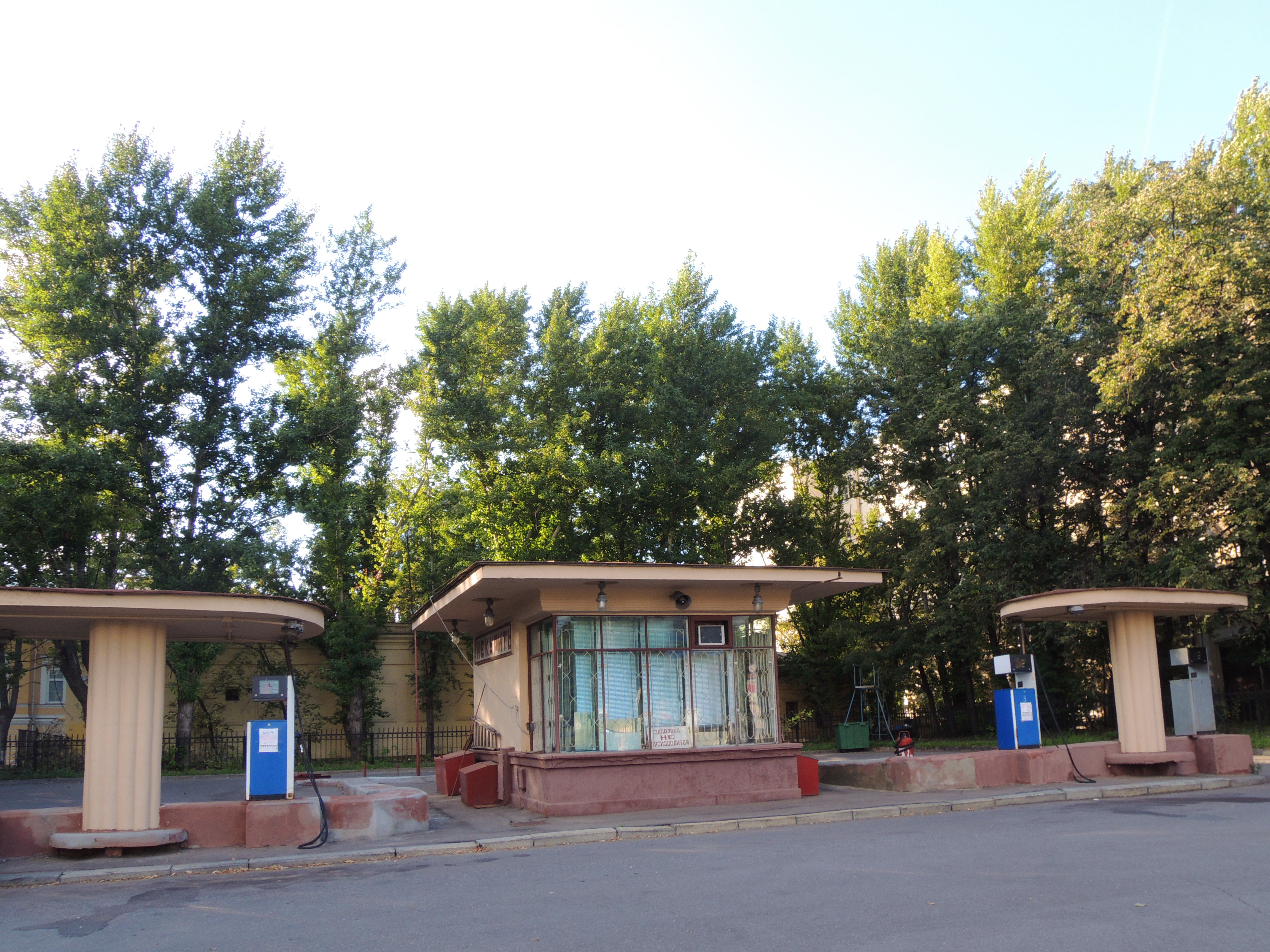
Кремлёвская АЗС на Волхонке — единственный реализованный элемент проекта комплекса, 2010 год

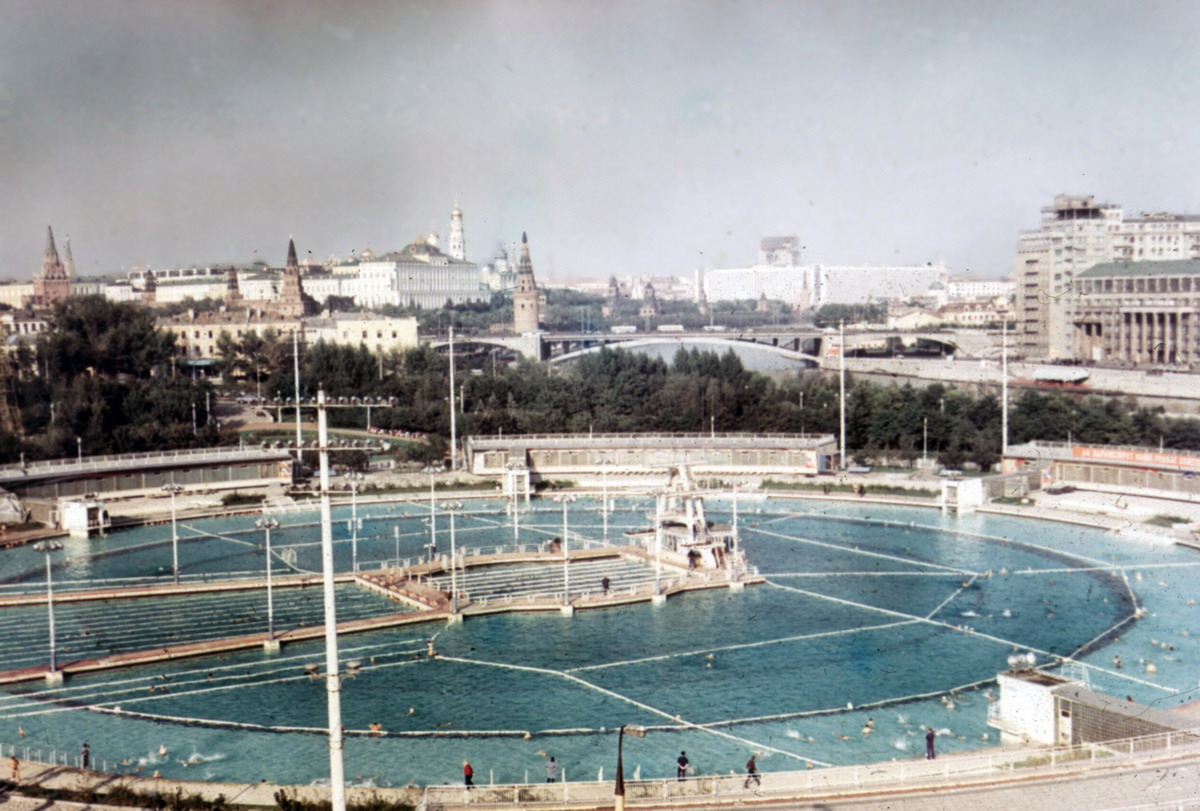
Бассейн «Москва», 1969 год

В середине 1950-х руководство страны вернулось к идее строительства Дворца Советов. Однако архитектурная политика советского государства существенно изменилась после смерти Иосифа Сталина. Инициированная Никитой Хрущёвым кампания по борьбе с архитектурными излишествами делала невозможной реализацию старого проекта Иофана. Его работа была раскритикована и обвинена в «бессмысленной гигантомании», «фантастическом забвении реальных жизненных масштабов и потребностей», «сверхмонументальности форм». В журнале «Архитектура СССР» за 1958 год отмечалось, что высотная форма здания негативно повлияла на внутреннюю организацию. Огромные пространства ярусов вызывали неудобное расположение помещений и затрудняли оснащение здания и передвижение в нём людей. Затраты труда и материалов на строительство и использование здания-постамента были названы неоправданными. Особым пунктом критики стало то, что проект Иофана не учитывал окружающей исторической застройки, дворец подавлял другие сооружения. По мнению специалистов, «композиция Дворца не отвечала в полной мере ни требованиям того времени, когда она была задумана, ни тем более изменившимся требованиям последующих лет».
В 1956 году по особому распоряжению Совета министров СССР был объявлен новый отбор проектов Дворца Советов. Параллельно проводились два конкурса работ: открытый всесоюзный для всех желающих и закрытый для заказных и оплачиваемых проектов. Программа и требования к участникам открытого конкурса были опубликованы 13 августа 1956 года. В качестве нового места строительства рассматривался Юго-Западный район Москвы. Программа конкурса предлагала два участка на выбор — один рядом с МГУ, другой — в трёх километрах от университета. Среди условий обозначены удобная планировка помещений и участка, современные конструкции и инженерные решения, расчёт транспортных развязок. Общая площадь помещений предусматривалась в 36 тыс. м². В состав нового дворца должны были входить: Большой зал на 4600 мест для проведения съездов, конгрессов, концертов; отдельные залы для работы Совета Союза и Совета Национальностей на 1500 мест каждый; залы для проведения правительственных мероприятий; ряд административных и технических помещений для работников.
На открытый конкурс было представлено 115 работ, на закрытый — 21. Все проекты были показаны в Центральном выставочном зале. В мае 1958 года состоялось публичное обсуждение работ и награждение участников. Среди победителей этого конкурса — творческий коллектив под руководством Михаила Бархина, Якова Белопольского, Иосифа Ловейко. В конкурсе принимал участие советский архитектор-авангардист Константин Мельников. Несмотря на множество интересных проектных предложений, результаты конкурса вновь оказались неудовлетворительными. Жюри так и не удалось выявить проект, который можно было бы взять за основу строительства нового Дворца Советов. В 1960 году было организовано Управление по проектированию Дворца Советов, деятельность которого также не увенчалась успехом. В 1963 году управление было расформировано, а идея строительства Дворца Советов так и осталась нереализованной.
В 1958—1960 годах в фундаменте первого Дворца Советов был создан самый большой в мире открытый зимний плавательный бассейн «Москва». После распада СССР в 1990-е годы бассейн был закрыт, а на его месте построен новый храм Христа Спасителя, визуально повторяющий старый.
На 2018 год сохранился единственный реализованный элемент Дворца Советов — Кремлёвская АЗС на Волхонке, которая является одним из последних сохранившихся зданий советского ар-деко.

## Дворец в культуре и искусстве

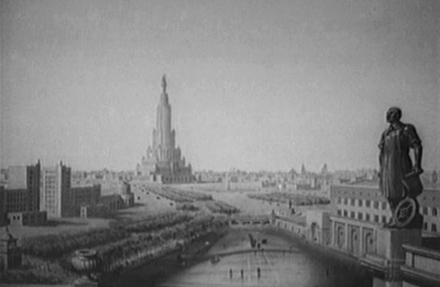
Кадры из фильма «Новая Москва» 1938 года

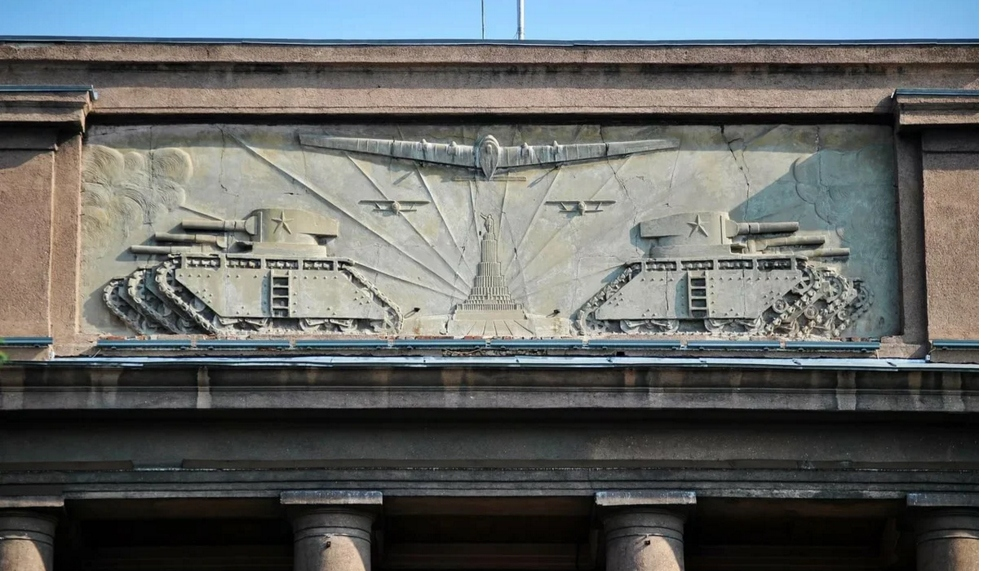
Барельеф с изображением дворца (в центре) на фронтоне здания штаба Центрального военного округа в Екатеринбурге. Автор — Дукельский А. М.

Майоликовый медальон с изображением Дворца Советов на Северном речном вокзале

- Дворец Советов и Дворец Труда — единственные здания, в проектировании которых принимали участие все знаменитые советские архитекторы первой половины XX века (включая Алексея Щусева, Константина Мельникова и Алексея Душкина — автора сталинской высотки у Красных ворот, «Детского мира» на Лубянке и станции метро «Кропоткинская»).
- В Евпатории стояла малая копия планируемого Дворца Съездов[9]. Снесена 9 января 2020 года[67].
- В Екатеринбурге, на фронтоне здания штаба Центрального военного округа, располагается барельеф, выполненный по эскизу архитектора А. М. Дукельского. На нём изображён самый крупный самолёт того времени — АНТ-20 «Максим Горький», пролетающий над московским Дворцом Советов[68].
- В фантастическом фильме «Космический рейс» 1935 года, описывавшем события 1946 года, можно увидеть здание на панораме Москвы.
  - В мультипликационном научно-фантастическом фильме «Полёт на Луну», снятом в 1953 году (ремейке «Космического рейса»), в кадре панорамы Москвы также изображён Дворец Советов.
- Дворец показан в фильме «Новая Москва» 1938 года.
- Здание изображено на панно-барельефе, установленном у входа в здание Северного речного вокзала.
- В монументальном панно «Хлопок» для Всесоюзной сельскохозяйственной выставки 1939 года Александр Самохвалов изобразил хлопкоробов разных национальностей на ступенях лестницы Дворца Советов.
- Дворец присутствует в фильме «Шпион», экранизации «Шпионского романа» Бориса Акунина.
- Дворец упоминается в повести братьев Стругацких «Страна багровых туч».
- Сооружение использовано в качестве прототипа «Ока Мира», главного здания фракции «Империя» в российской онлайн-игре «Аллоды Онлайн».
- Возможность построить Дворец Советов присутствует в игре «Crisis in the Kremlin» (2017).
- Дворец показан в фильме «Мастер и Маргарита» (2024).

## Изображения дворца в 3ds Max

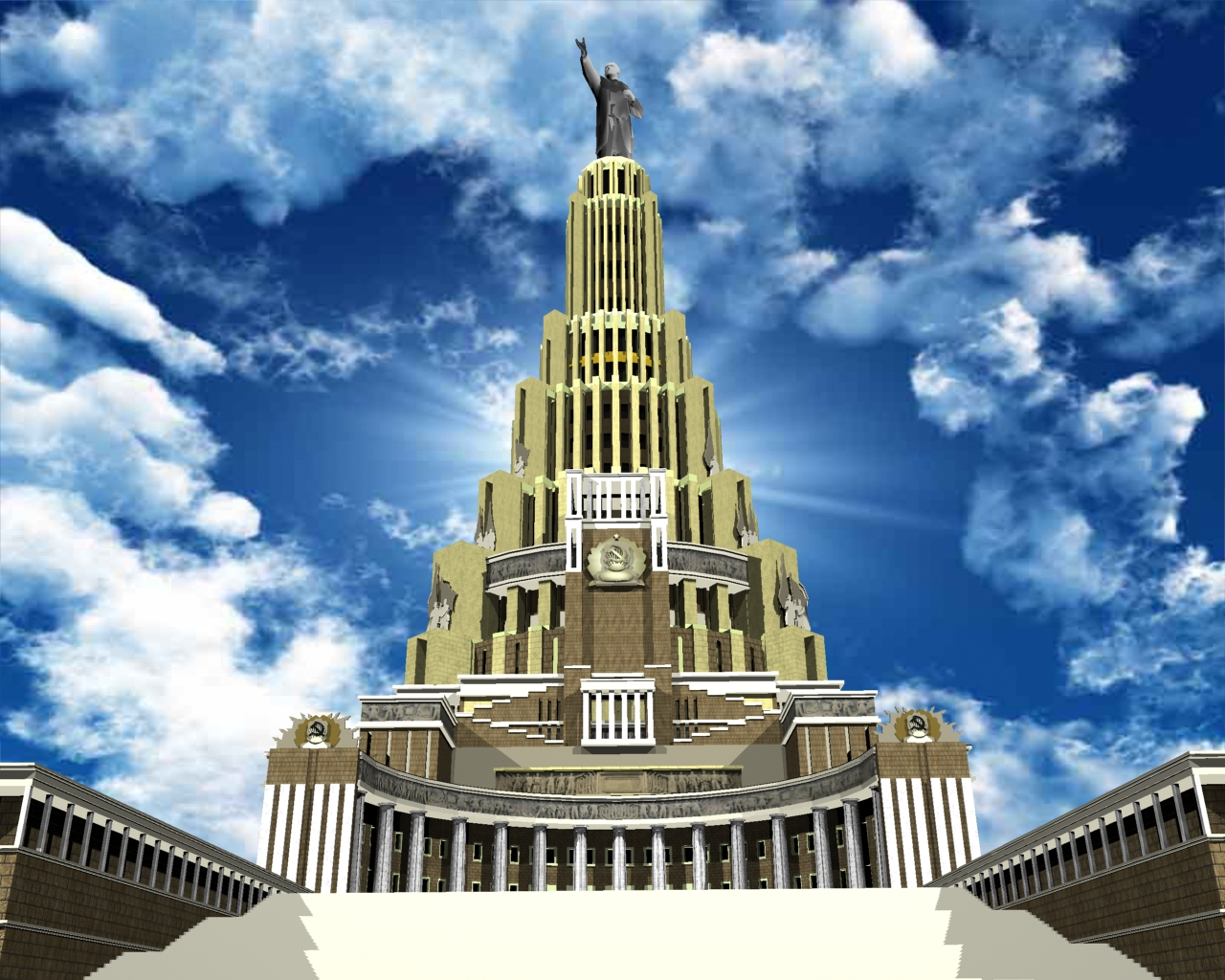
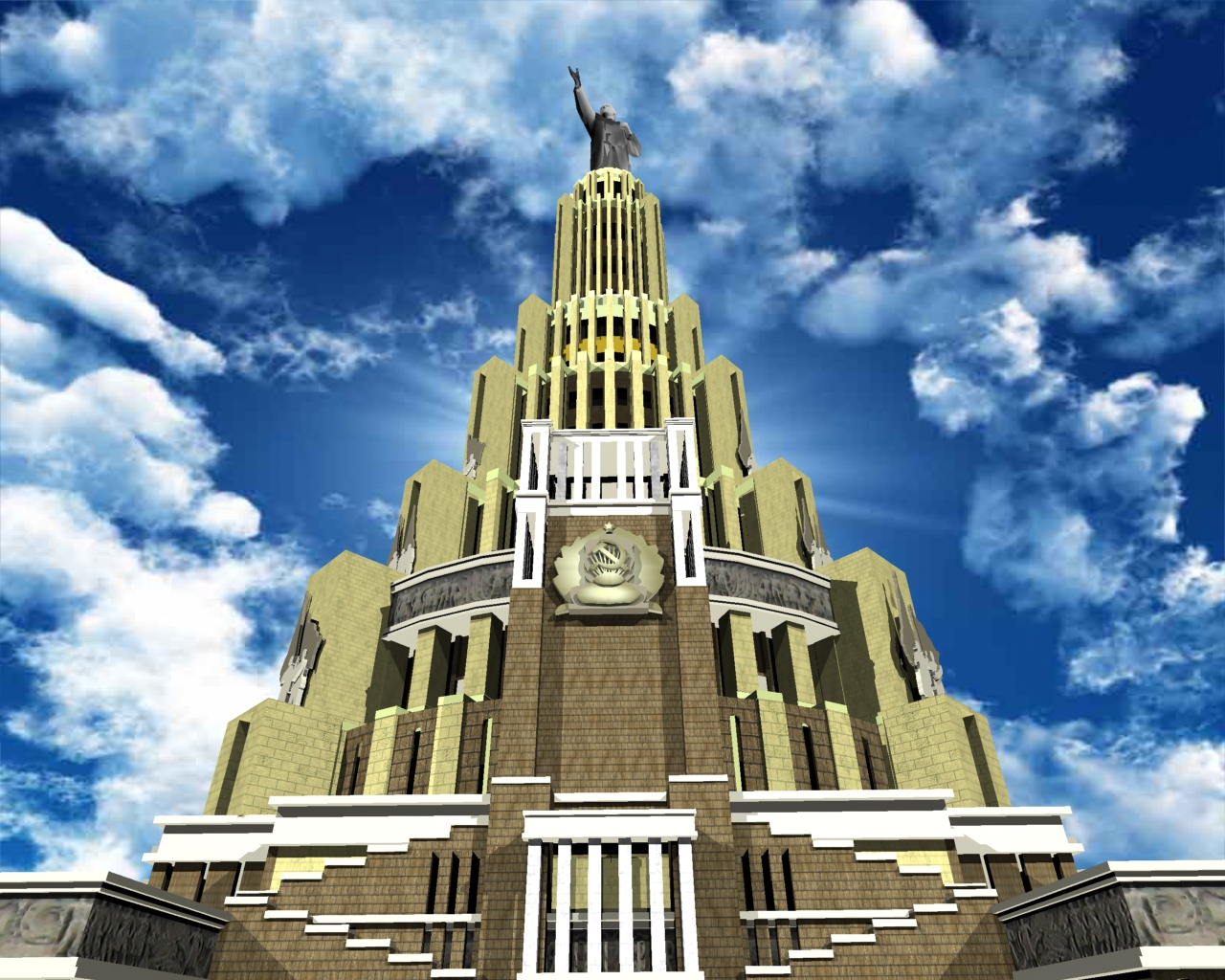
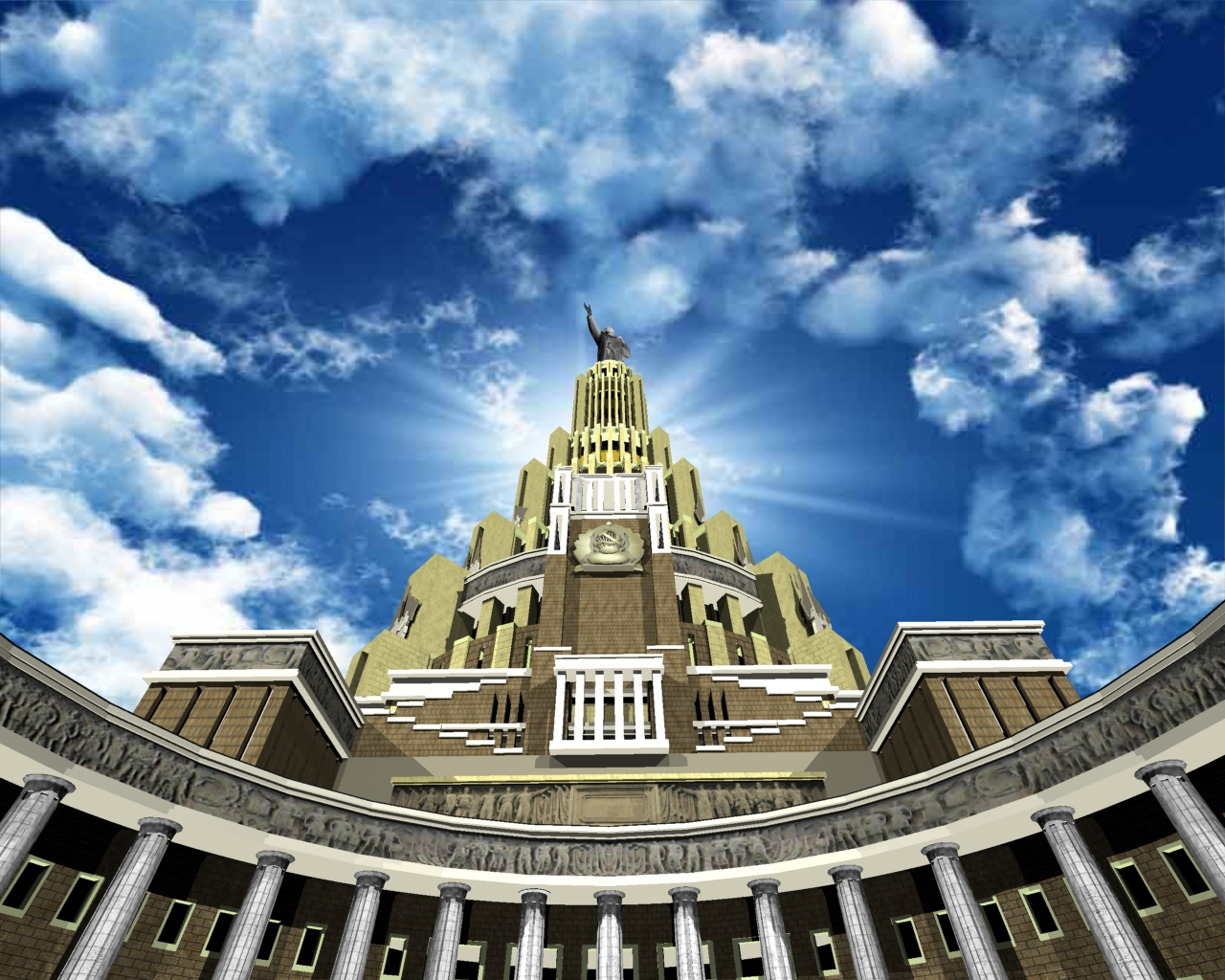
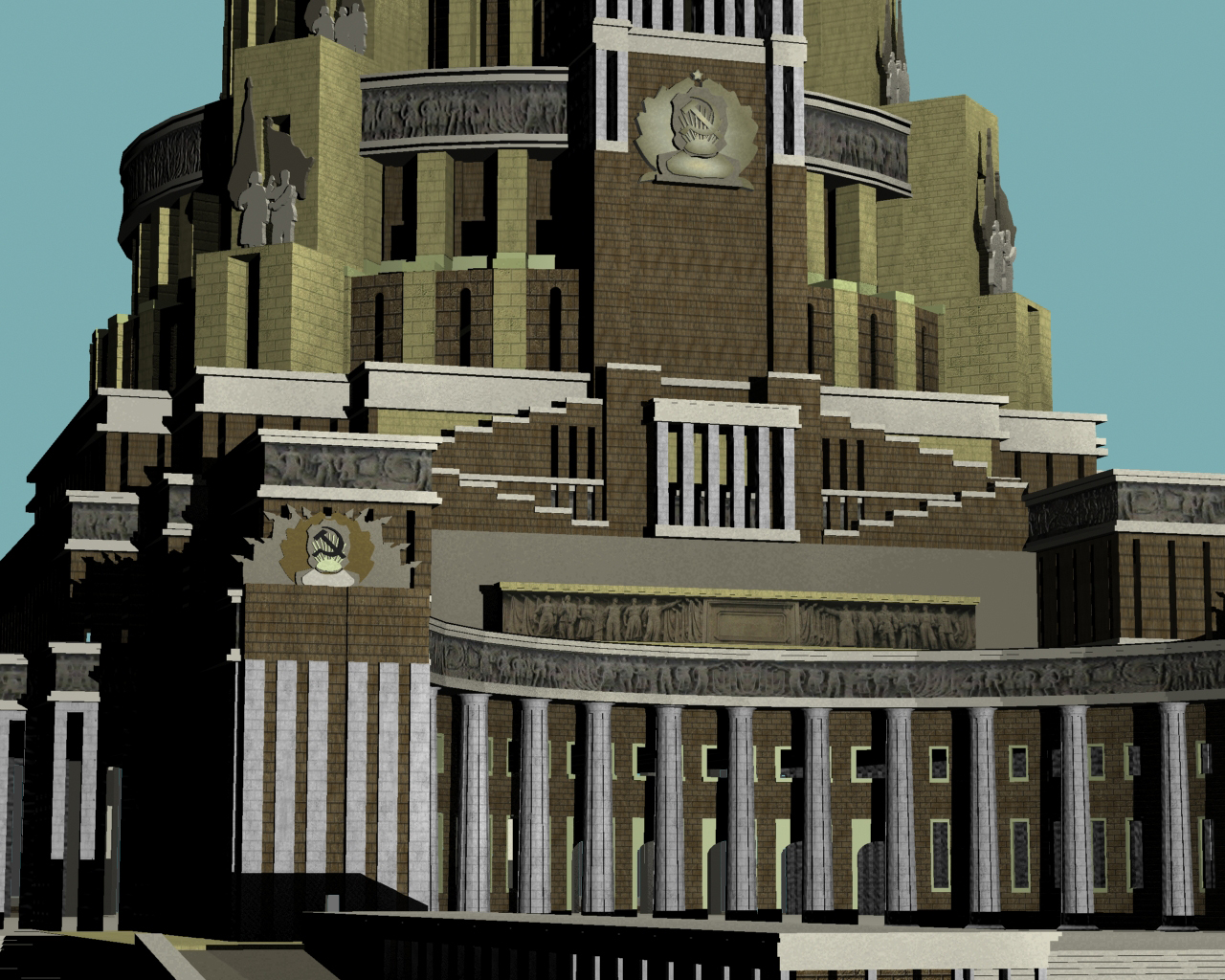
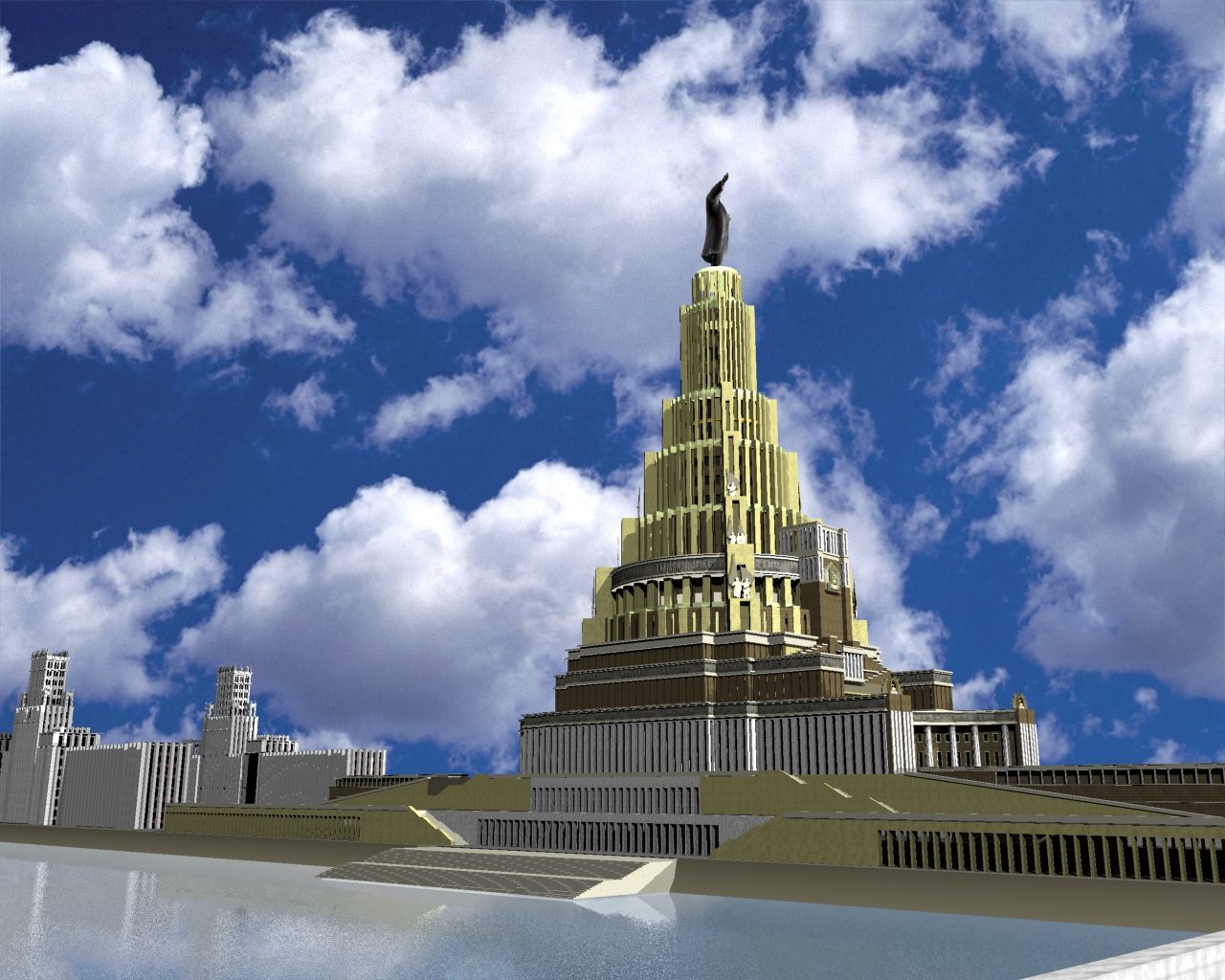
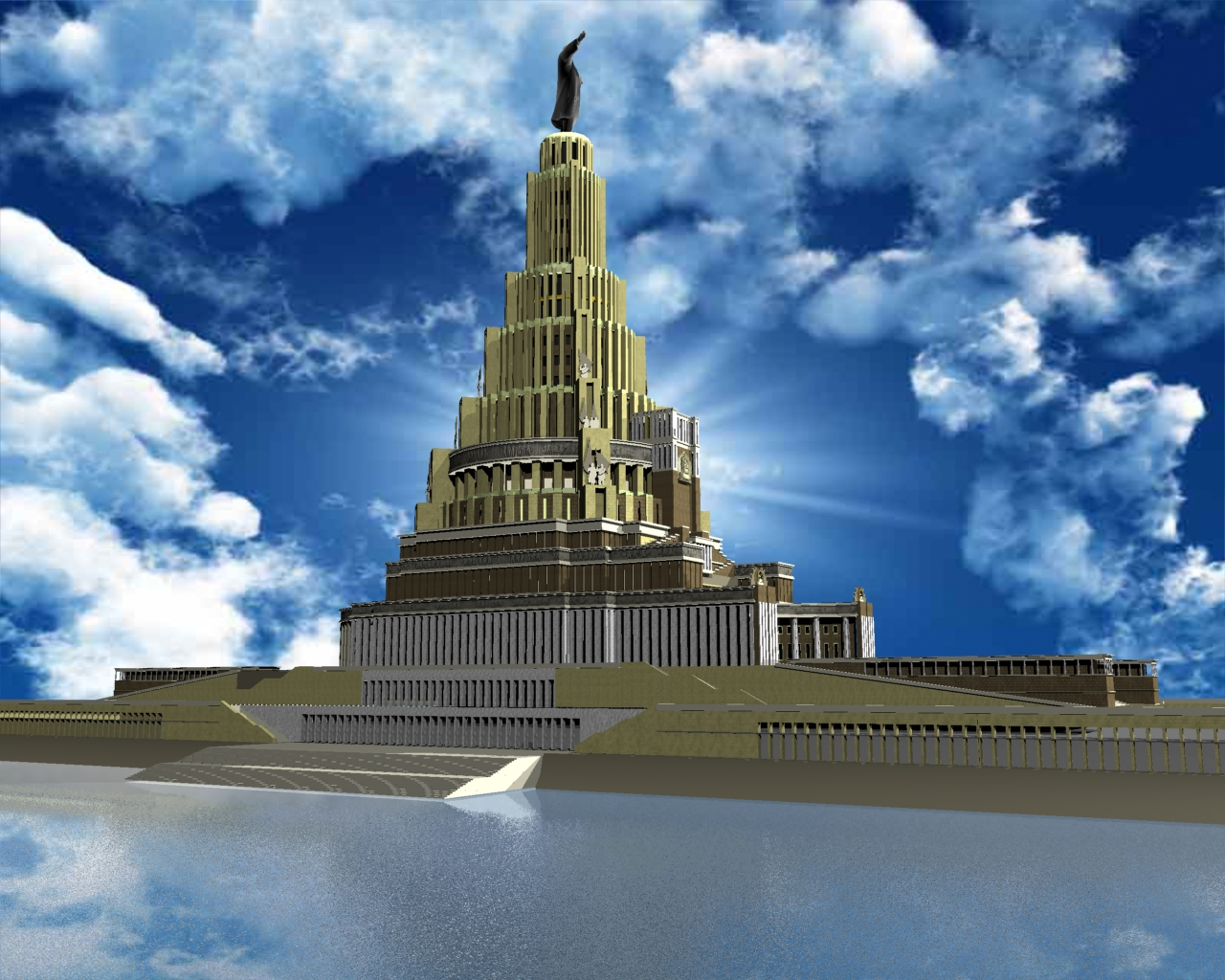
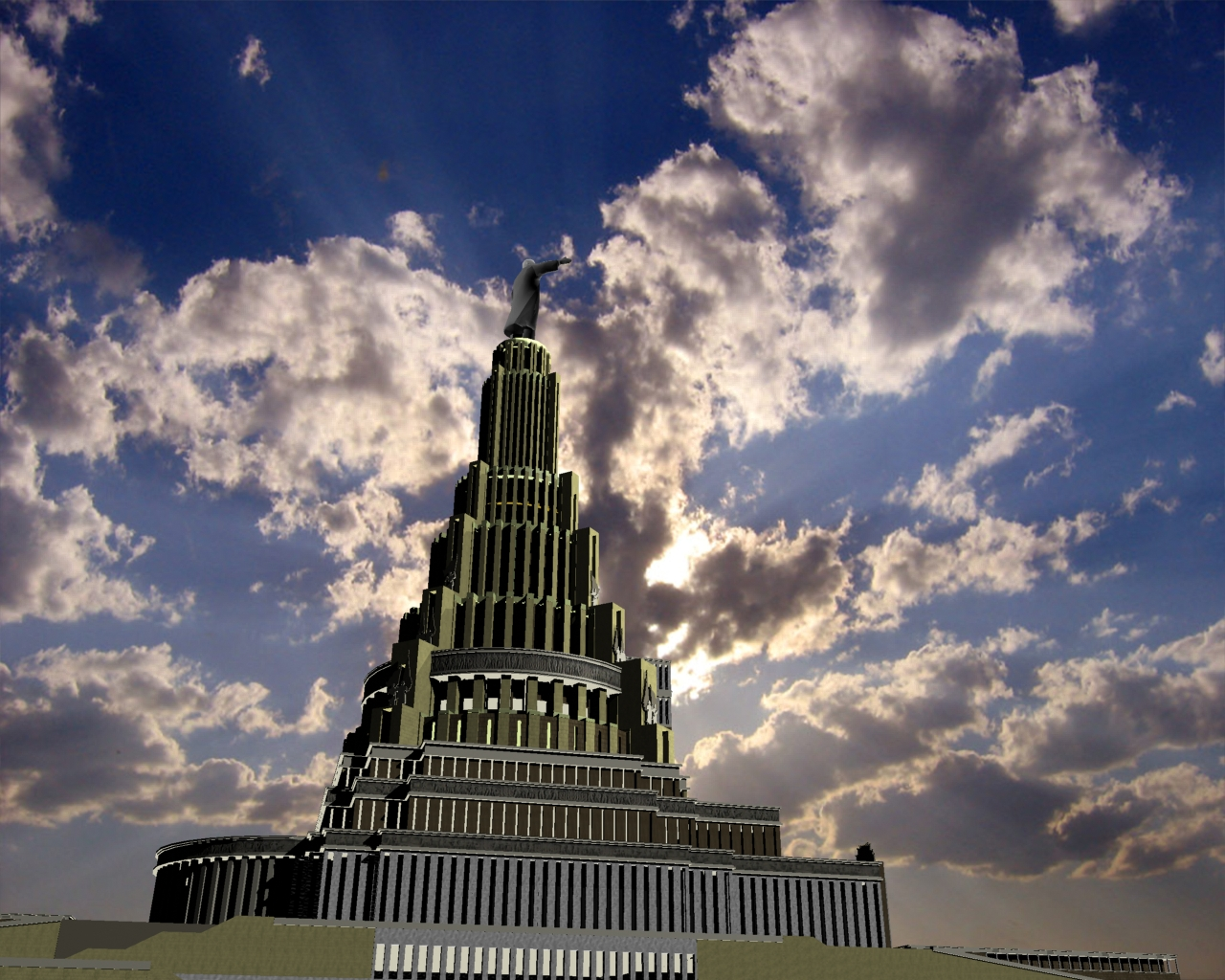
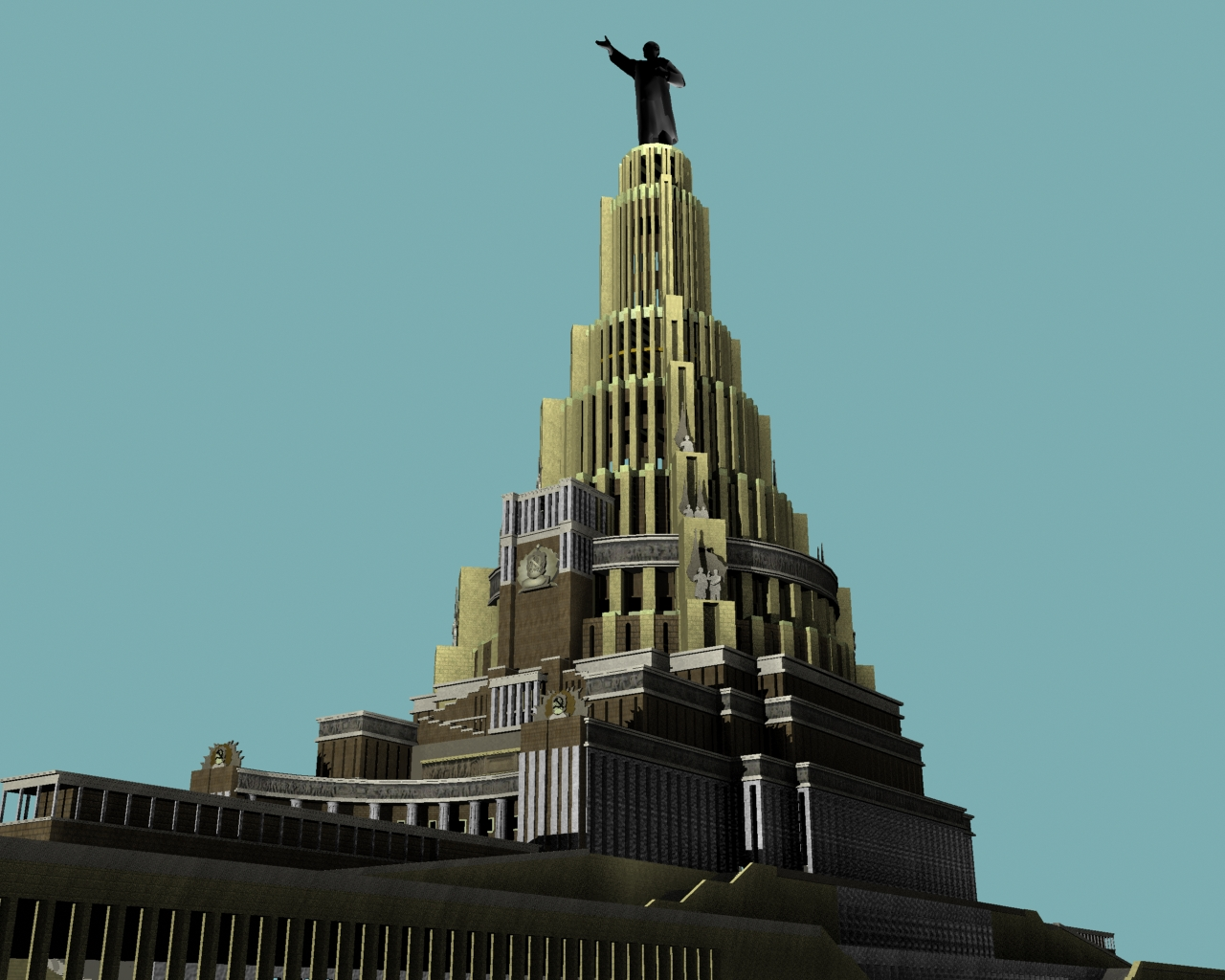